# 阿湖
52°15′58″N 7°43′37″E / 52.26611°N 7.72694°E

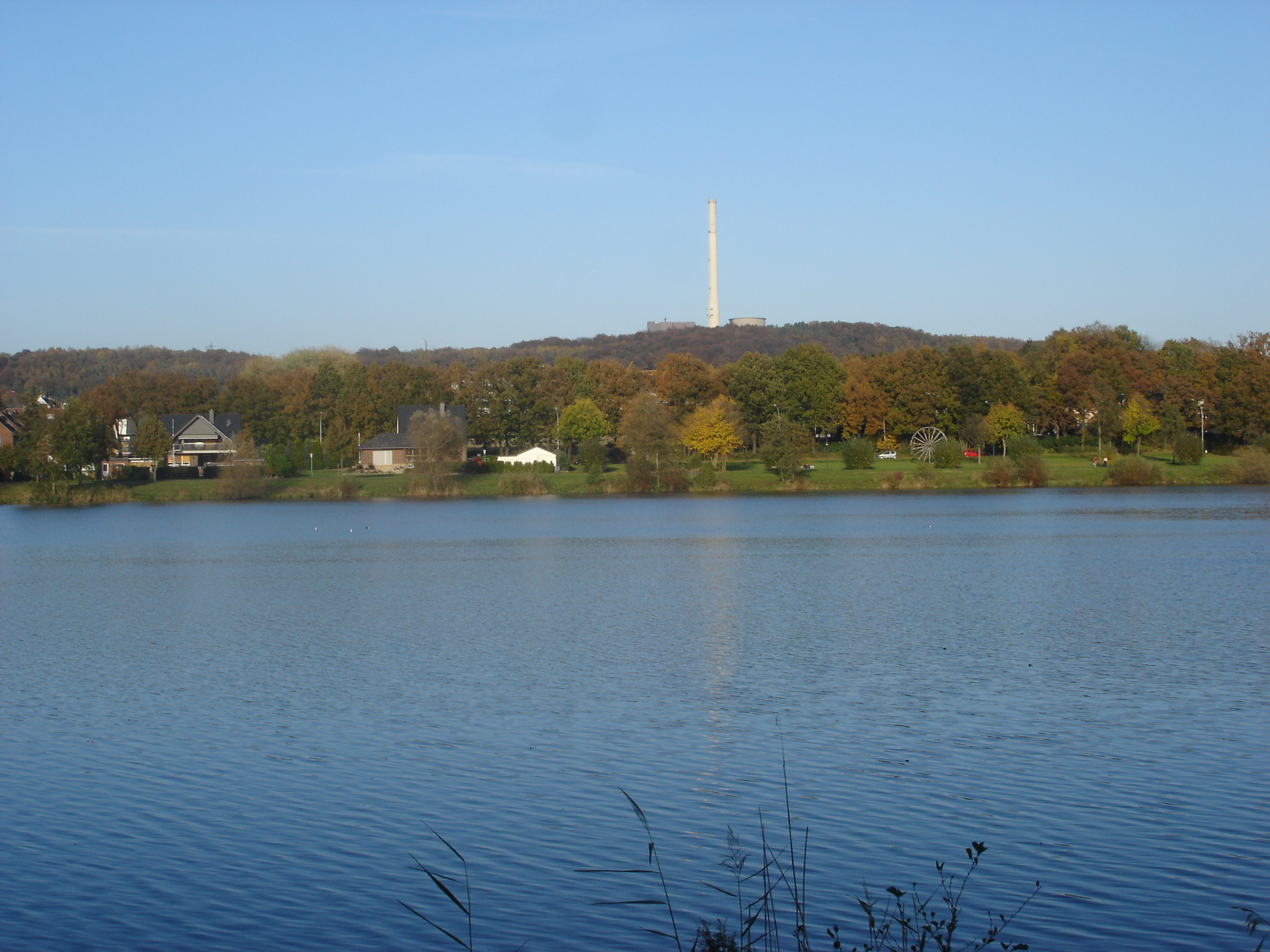

阿湖（德語：Aasee），是德國的湖泊，位於該國西部，由北萊茵-威斯特法倫州負責管轄，處於伊本比倫，面積0.15平方公里，海拔高度61米，最大水深2米，湖岸線長度2.6公里。